# 马里苷
马里苷（英語：Marein）是一种查耳酮类化合物，是天然苯酚的一种。它是奥卡宁的4'-O-葡萄糖苷。它可以在海滨金鸡菊和两色金鸡菊等植物中找到。此外，马里苷也是一种花黄颜料（一种黄色颜料）。